# Vincent Bracigliano
Vincent Bracigliano (Marange-Silvange, 30 gennaio 1958) è un ex calciatore francese, di ruolo centrocampista.

## Biografia
Originario di una famiglia emigrata in Mosella da Mercato San Severino, è zio del calciatore professionista Gennaro Bracigliano.
Dal 2012 è proprietario di un ristorante situato nelle vicinanze dello Stadio Marcel Saupin a Nantes.

## Carriera

### Giocatore

#### Club
Dal 1976 al 1985 giocò al Metz, divenendo titolare a partire dal secondo anno; vinse la Coppa di Francia 1983-1984 disputando tutti gli incontri e, a livello internazionale, esordì in Coppa delle Coppe facendo parte della formazione che eliminò il Barcellona ai sedicesimi di finale. Successivamente acquistato dal Nantes, al primo anno di militanza con i Canarini fu fra i titolari della formazione che lottò per il titolo assieme al Paris Saint-Germain e giunse sino ai quarti di finale di Coppa UEFA.
Concluse la carriera militando per tre stagioni nel Nîmes, contribuendo all'ascesa del club in Division 1 e totalizzando, al momento del ritiro, 385 presenze in massima serie.

#### Nazionale
Fece parte della rappresentativa francese Under-20 che nel 1977 disputò la prima edizione del Mondiale di categoria, disputando da titolare le prime due gare della fase a gironi.

### Dopo il ritiro
A partire dal 2000 lavorò nel Nantes come osservatore per le giovanili, arrivando nel 2009 a ricoprire la carica di vice-allenatore in seguito all'avvento di Jean-Marc Furlan sulla panchina dei Canarini.

## Statistiche

### Presenze e reti nei club
| Stagione               | Squadra                | Campionato             | Campionato | Campionato | Coppe nazionali | Coppe nazionali | Coppe nazionali | Coppe continentali | Coppe continentali | Coppe continentali | Altre coppe | Altre coppe | Altre coppe | Totale | Totale |
| Stagione               | Squadra                | Comp                   | Pres       | Reti       | Comp            | Pres            | Reti            | Comp               | Pres               | Reti               | Comp        | Pres        | Reti        | Pres   | Reti   |
| ---------------------- | ---------------------- | ---------------------- | ---------- | ---------- | --------------- | --------------- | --------------- | ------------------ | ------------------ | ------------------ | ----------- | ----------- | ----------- | ------ | ------ |
| 1976-1977              | Metz                   | D1                     | 3          | 0          | CF              | 0               | 0               | -                  | -                  | -                  | -           | -           | -           | 3      | 0      |
| 1977-1978              | Metz                   | D1                     | 4          | 0          | CF              | 0               | 0               | -                  | -                  | -                  | -           | -           | -           | 4      | 0      |
| 1978-1979              | Metz                   | D1                     | 23         | 3          | CF              | 3               | 0               | -                  | -                  | -                  | -           | -           | -           | 26     | 3      |
| 1979-1980              | Metz                   | D1                     | 37         | 4          | CF              | 4               | 1               | -                  | -                  | -                  | -           | -           | -           | 41     | 5      |
| 1980-1981              | Metz                   | D1                     | 37         | 1          | CF              | 5               | 1               | -                  | -                  | -                  | -           | -           | -           | 42     | 2      |
| 1981-1982              | Metz                   | D1                     | 38         | 1          | CF              | 5               | 1               | -                  | -                  | -                  | -           | -           | -           | 43     | 2      |
| 1982-1983              | Metz                   | D1                     | 35         | 0          | CF              | 2               | 0               | -                  | -                  | -                  | -           | -           | -           | 37     | 0      |
| 1983-1984              | Metz                   | D1                     | 37         | 1          | CF              | 9               | 0               | -                  | -                  | -                  | -           | -           | -           | 46     | 1      |
| 1984-1985              | Metz                   | D1                     | 38         | 6          | CF              | 3               | 0               | CdC                | 4                  | 0                  | -           | -           | -           | 45     | 6      |
| Totale Metz            | Totale Metz            | Totale Metz            | 252        | 19         |                 | 31              | 3               |                    | 4                  | 0                  |             | -           | -           | 322    | 22     |
| 1985-1986              | Nantes                 | D1                     | 35         | 2          | CF              | 1               | 0               | CU                 | 8                  | 1                  | -           | -           | -           | 44     | 3      |
| 1986-1987              | Nantes                 | D1                     | 30         | 1          | CF              | 1               | 0               | CU                 | 1                  | 0                  | -           | -           | 4           | 0      |        |
| 1987-1988              | Nantes                 | D1                     | 35         | 0          | CF              | 3               | 1               | -                  | -                  | -                  | -           | -           | -           | 38     | 1      |
| 1988-1989              | Nantes                 | D1                     | 12         | 0          | CF              | 4               | 0               | -                  | -                  | -                  | -           | -           | -           | 16     | 0      |
| Totale Nantes          | Totale Nantes          | Totale Nantes          | 112        | 3          |                 | 9               | 1               |                    | 9                  | 1                  |             | -           | -           | 130    | 5      |
| 1989-1990              | Nîmes                  | D2                     | 33         | 2          | CF              | 5+1             | 0+0             | -                  | -                  | -                  | -           | -           | -           | 38+1   | 2+0    |
| 1990-1991              | Nîmes                  | D2                     | 20         | 2          | CF              | 1               | 0               | -                  | -                  | -                  | -           | -           | -           | 21     | 0      |
| 1991-1992              | Nîmes                  | D1                     | 11         | 0          | CF              | 1               | 1               | -                  | -                  | -                  | -           | -           | -           | 12     | 1      |
| Totale Nîmes Olympique | Totale Nîmes Olympique | Totale Nîmes Olympique | 64         | 4          |                 | 7+1             | 1+0             | -                  | -                  | -                  | -           | -           | -           | 71+1   | 4+0    |
| Totale carriera        | Totale carriera        | Totale carriera        | 428        | 26         |                 | 48              | 5               |                    | 13                 | 1                  |             | -           | -           | 489    | 32     |

### Cronologia presenze e reti in nazionale
| Cronologia completa delle presenze e delle reti in nazionale ― Francia under 20 | Cronologia completa delle presenze e delle reti in nazionale ― Francia under 20 | Cronologia completa delle presenze e delle reti in nazionale ― Francia under 20 | Cronologia completa delle presenze e delle reti in nazionale ― Francia under 20 | Cronologia completa delle presenze e delle reti in nazionale ― Francia under 20 | Cronologia completa delle presenze e delle reti in nazionale ― Francia under 20 | Cronologia completa delle presenze e delle reti in nazionale ― Francia under 20 | Cronologia completa delle presenze e delle reti in nazionale ― Francia under 20 |
| Data                                                                            | Città                                                                           | In casa                                                                         | Risultato                                                                       | Ospiti                                                                          | Competizione                                                                    | Reti                                                                            | Note                                                                            |
| ------------------------------------------------------------------------------- | ------------------------------------------------------------------------------- | ------------------------------------------------------------------------------- | ------------------------------------------------------------------------------- | ------------------------------------------------------------------------------- | ------------------------------------------------------------------------------- | ------------------------------------------------------------------------------- | ------------------------------------------------------------------------------- |
| 27-6-1977                                                                       | Tunisi                                                                          | Francia under 20                                                                | 1 – 2                                                                           | Spagna under 20                                                                 | Mondiali Under-20                                                               | -                                                                               |                                                                                 |
| 30-6-1977                                                                       | Tunisi                                                                          | Tunisia under 20                                                                | 0 – 1                                                                           | Francia under 20                                                                | Mondiali Under-20                                                               | -                                                                               |                                                                                 |
| Totale                                                                          |                                                                                 | Presenze                                                                        | 2                                                                               |                                                                                 | Reti                                                                            | 0                                                                               |                                                                                 |

## Palmarès
- Coppa di Francia: 1

Metz: 1983-1984